# الرقص مع النجوم (لعبة فيديو)
الرقص مع النجوم (بالإنگليزية:Dancing With The Stars، نقحرة: دانسينغ وذ ذا ستارز) هي لعبة فيديو إيقاعية مبنية على برنامج الرقص مع النجوم. أصدرت في 23 أكتوبر، 2007 في الولايات المتحدة. وكذلك تم تطوير اللعبة لأنظمة الهواتف والحاسوب الشخصي.

## الإستقبال
في مراجعة موقع آي جي إن للعبة صرح بأنها رديئة.